# Дунавці (Старозагорська область)
Ду́навці (болг. Дунавци) — село в Старозагорській області Болгарії. Входить до складу общини Казанлик.

## Населення
За даними перепису населення 2011 року у селі проживали 584 особи.
Національний склад населення села:
| Національність   | Кількість осіб | Відсоток |
| ---------------- | -------------- | -------- |
| болгари          | 407            | 71,7%    |
| турки            | 130            | 22,9%    |
| цигани           | 31             | 5,5%     |
| інша             | 0              | 0%       |
| не визначились   | 0              | 0%       |
| Всього відповіли | 568            |          |

Розподіл населення за віком у 2011 році:
Динаміка населення: